# Seututie 513
Pour les articles homonymes, voir Route 513.
La route régionale 513 (finnois : Seututie 513) est une route régionale allant de Uimaharju à Joensuu jusqu'à Luhtapohja à Joensuu en Finlande,,.

## Présentation
La seututie 513 est une route régionale de Carélie du Nord.

## Parcours
- Joensuu
  - Uimaharju
  - Luhtapohja